# Ивановка (Аркадакский район)
Ивановка — село в Аркадакском районе Саратовской области России. Входит в состав Львовского сельского поселения.

## Географическое положение
Село расположено на восточной окраине Окско-Донской равнины, на реке Большой Аркадак (приток реки Хопёр), в 20 километрах от районного центра, на высоте 144 м над уровнем моря.
Расстояние до:
- Районного центра (город Аркадак): 20 км по дороге.
- Центра сельского поселения село Львовка: 13 км по дороге.
- Ближайшей ж/д станции Аркадак: 20 км по дороге.

## История
Точная дата основания села неизвестна, но согласно сведениям IV ревизии о помещичьих крестьянах Балашовской округи Саратовского наместничества, которая проводилась в 1781—1783 г.г., село Ивановка (Ивановское) упоминается как новопоселенная, «при состроенном в 1738 г. хуторе».
В 1812 году в Ивановке насчитывалось не более десяти домов, где проживало 50 жителей. Это село с 15000 гектарами земли подарил генералу Ф. Салову за верную службу Александр I. У него, кроме лугов и пашен, имелось 12 тысяч голов скота.
До отмены крепостного права в России в 1830—50-е годы село Ивановка принадлежало Фёдору Андреевичу Салову. В 1859 году в Ивановке было 52 двора с общим числом населения 427 человек. В селе была праваславная церковь. Здесь проживали великороссы, выходцы из Орловской и Тульской губерний православного вероисповедания.
После смерти Ф. А. Салова в 1861 году село переходит его наследникам — Николаю Александровичу Салову и Илье Александровичу Салову.
В 1862 году в селе был построен Храм в честь Смоленской иконы Божией Матери.
Из истории: Каменная церковь с каменной же колокольней была построена в селе Ивановка-1 Балашовского уезда Саратовской губернии (ныне Ивановка) в 1862 году тщанием господ Саловых. В штате причта состояли священник и два псаломщика, проживавшие в церковных домах. В приходе были две земских школы: в самом селе и в приписной деревне Дубовой. В приходе проживало 3449 православных; иноверцев, сектантов и раскольников не было. Имелась еще кладбищенская церковь, во имя Архистратига Божия Михаила, эта церковь выстроена вместо деревянной, бывшей приходской, тщанием г. Салова, без колокольни. Приписные деревни:Обливная, Дубовая, Григорьевка, Чапушка.
В годы Советской власти: На заседании Президиума Нижне-Волжского Краевого Исполкома Советов РКиК депутатов от 18 марта 1930 года было вынесено решение о сносе здания храма в связи с его изношенностью (60 %).
К началу XX века, в 1901 году, в Ивановке проживало 1203 человека.
На 1911 год село являлось центром Ивановской 1-й волости Балашовского уезда. Согласно «Списку населенных мест Саратовской губернии по сведениям на 1911 год», село Ивановка 1-я бывшая владельческая г. Салова; число дворов — 198, жителей мужского пола — 640, женского пола — 686, всего — 1326. Здесь была церковно-приходская школа, фельдшерский пункт, магазины. Примерно к 1907—1909 годам построили земскую больницу на 10 коек. В больнице имелось и ветеринарное отделение. Практиковал в больнице Николай Александрович Салов.
До 1923 г. Ивановка была центром Ивановской 1-й волости, Балашовского уезда, в которую входили два села (Ивановка, Алексеевка), шесть деревень (Чапушка, Обливная, Григорьевка, Ходаковка, Шептаковка, Дубовая), поселки (Мойка, Гриво-Власовский 1-й,2-й, Гришовский, Заикинский, Рогатый-Алексеевский 1-й,2-й,3-й, Липовский, Чернавский, Родниковский, Сурочий, Рязанский, Березовский, Солонцовский), хутора (Ладыженский, Унковский 1-й, 2-й, Березовско-Федоровский, Бендеровский). Волостное управление осуществлялось через волостной сход, волостного старшину, правление, волостной крестьянский суд. Кроме этого, существовало сельское общество, так называемая община, где решались внутрихозяйственные вопросы.
В 1930-е годы в селе была собственная МТС, обслуживающая тринадцать хозяйств. В самом селе было две сельхозартели: «имени Ленина», которое объединяло 289 дворов, 3439 гектаров земли, и «имени Карла Маркса», объединяло 121 двор, 1647 гектаров земли. В послевоенные годы в Ивановке была построена собственная ГЭС. В 1960-е годы был построен Дом культуры, правление колхоза. В 1973 году построили двухэтажную школу.

## Динамика населения
| Годы      | 1812 | 1859  | 1901   | 1911   | 1938   | 1959   | 2002  | 2010  | 2013  |
| --------- | ---- | ----- | ------ | ------ | ------ | ------ | ----- | ----- | ----- |
| Население | 50   | ▲ 427 | ▲ 1203 | ▲ 1326 | ▲ 1467 | ▼ 1104 | ▼ 594 | ▼ 584 | ▼ 401 |

## Улицы
В селе пять улиц: Ленина, Горная, Инициативная, Молодёжная, Салова

## Достопримечательности
- памятник «Воин-освободитель», погибшим в Великой Отечественной войне
- памятник В. И. Ленину